# مارك مارتن (سائق سيارة سباق)
مارك مارتن (بالإنجليزية: Mark Martin)‏ هو سائق سيارة سباق أمريكي، ولد في 9 يناير 1959 في بيتسفيل في الولايات المتحدة.

## وصلات خارجية
- الموقع الرسمي
- مارك مارتن على موقع Racing-Reference.info (الإنجليزية)
- مارك مارتن على موقع DriverDB.com (الإنجليزية)